# Pholidobolus ulisesi
Pholidobolus ulisesi — вид ящірок родини гімнофтальмових (Gymnophthalmidae). Ендемік Перу. Описаний у 2016 році.

## Поширення і екологія
Pholidobolus ulisesi мешкають в перуанському регоні Кахамарка, де відомі з провінцій Хаен і Сан-Ігнасіо.